# SAMAK
SAMAK är Arbetarrörelsens nordiska samarbetskommitté (danska: Arbejderbevægelsens nordiske samarbejdskommitté, finska: Pohjoismaiden työläisliikkeen yhteistyökomitea, norsk bokmål: Arbeiderbevegelsens nordiske samarbeidskomité). SAMAK består av de socialdemokratiska partierna och landsorganisationerna i Norden inklusive Grönland, Färöarna och Åland. Organisationen bildades i samband med den första skandinaviska arbetarekongressen år 1886 i Göteborg. Namnet SAMAK har använts sedan 1930-talet. Arbetarekongressen är SAMAK:s högsta organ och hålls var fjärde år, vanligtvis i januari.
Ledningen består av Parti- och LO-sekreterarna i varje land. Ordförande för SAMAK roterar mellan länderna, liksom rollen som generalsekreterare. Sekretariatet flyttar mellan länderna. SAMAK arbetar genom arbetsgrupper, seminarier och möten inom alla områden som bedöms viktiga för arbetarrörelsen. 

## Exempel på projekt
Organisationen startade i januari 2012 projektet Nordiska modellen 2030 för att analysera den nordiska välfärdsmodellen. Projektet består av fem stycken landrapporter, ett för varje nordiskt land. Till detta kom fyra stycken grundrapporter, fem temarapporter och en slutrapport. 
Grundrapporternas tema är "Den nordiska välfärdsmodellens fundament", "Nordiska befolkningsförändringar", "Nordisk skattepolitik" och "Global och europeisk påverkan". Den sistnämnda globaliseringsrapporten skrevs av Richard B. Freeman från Harvard University. 
Temarapporterna handlar om "Skapa för att dela – dela för att skapa", "Välfärdsmodellens framtida finansiering och stöttepelare", "Anständigt arbetsliv - avtalsmodellens framtid", "Inkluderings- och integreringsutmaningar" samt "demokrati och deltagande". 
Slutrapporten presenterades under hösten 2014.

## Medlemsorganisationer
SAMAK har 13 medlemsorganisationer:
- Sveriges Socialdemokratiska Arbetareparti (SAP), Sverige
- LO i Sverige
- Arbeiderpartiet, Norge
- LO i Norge
- Finlands Socialdemokratiska Parti (SDP)
- Finlands Fackförbunds Centralorganisation (SAK/FFC), Finland
- Socialdemokratiet, Danmark
- LO i Danmark
- Socialdemokratiska alliansen Samfylkingin, Island
- ASÍ, Island
- Siumut, Grönland
- Javnaðarflokkurin, Färöarna
- Ålands Socialdemokrater